# Nehalennia integricollis
Nehalennia integricollis är en trollsländeart som beskrevs av Philip Powell Calvert 1913. Nehalennia integricollis ingår i släktet Nehalennia och familjen dammflicksländor. Inga underarter finns listade i Catalogue of Life.

## Bildgalleri

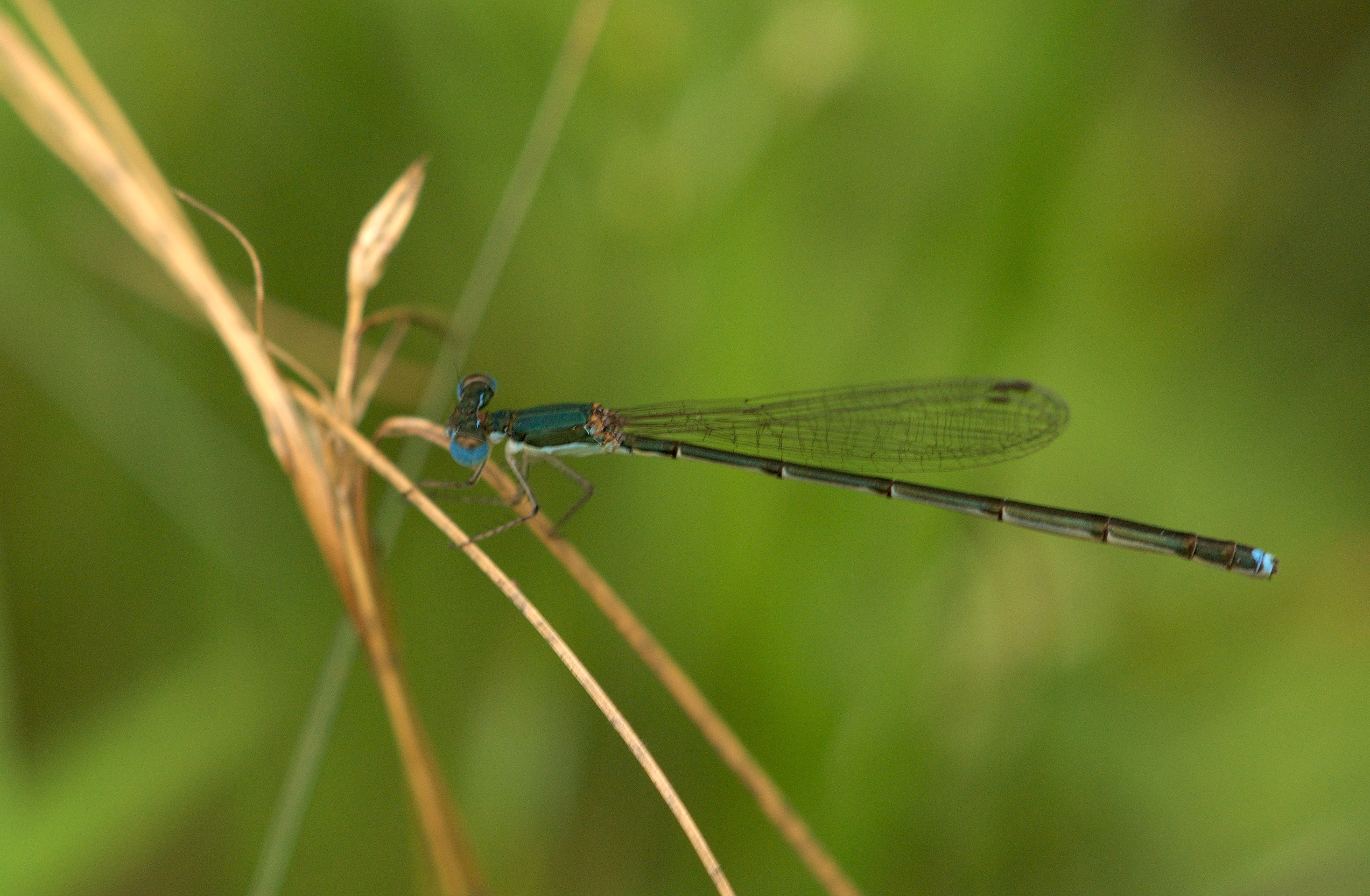